# Старовойтова Галина Максимівна
Галина Максимівна Старовойтова (нар. 21 листопада 1940, село Орестів, тепер Здолбунівського району Рівненської області) — українська діячка, прокурор міста Красноперекопська АР Крим, член Центральної виборчої комісії. Народний депутат України II скликання.

## Біографія
Народилася у родині шахтаря Максима Кравчука.
У 1957—1959 роках — студентка Іркутського фінансово-економічного інституту. У 1959—1961 роках — студентка Білоруського інституту народного господарства, бухгалтер-економіст.
У серпні 1961 — грудні 1962 року — інженер з питань праці і зарплати Центральних ремонтно-механічних майстерень тресту «Уралбудмеханізація» міста Свердловська РРФСР. У грудні 1962 — серпні 1966 року — інженер-економіст інституту «Уралдіпротранс» міста Свердловська РРФСР.
У серпні 1966 — червні 1971 року — ревізор, економіст з цін, продавець взуттєвого магазину, старший продавець сільмагу, старший бухгалтер Красноперекопської райспоживспілки Кримської області.
У червні 1971 — серпні 1977 року — бухгалтер, юрист, голова профкому радгоспу «Воїнський» Красноперекопського району Кримської області.
У 1977 заочно закінчила юридичний факультет Одеського державного університету імені Мечникова, юрист.
У серпні 1977 — жовтні 1984 року — помічник прокурора, старший помічник прокурора прокуратури міста Красноперекопська Кримської області. У жовтні 1984 — червні 1987 року — прокурор прокуратури Красноперекопського району Кримської області. У червні 1987 — травні 1994 року — прокурор прокуратури міста Красноперекопська Кримської області.
Народний депутат України з .04.1994 (2-й тур) до .04.1998, Красноперекопський виборчий округ № 32, Республіка Крим. Секретар Комітету з питань боротьби з організованою злочинністю і корупцією. Член фракції МДГ.
5 листопада 1997 — 17 лютого 2004 року — член Центральної виборчої комісії України.
З лютого 2006 року — голова ревізійної комісії депутатського клубу «Парламент».

## Нагороди та відзнаки
- орден «За заслуги» ІІІ ст. (.05.1999)[3]
- Почесна грамота Кабінету міністрів України (.11.2002)[4]
- заслужений юрист України (1996)[5]
- державний службовець 1-го рангу